# Filippo Nicolai
Filippo Nicolai (Caprarola, 12 luglio 1916 – Petrowka, 21 febbraio 1942) è stato un militare italiano, decorato con la medaglia d'oro al valor militare alla memoria durante la seconda guerra mondiale.

## Biografia
Nacque a Caprarola (provincia di Viterbo) il 12 luglio 1916, figlio di Nicola e Fausta Salvatori, e dopo aver conseguito il diploma di geometra iniziò a frequentare la Facoltà di scienze matematiche e statistiche presso l'Università di Roma. Chiamato a prestare servizio militare frequenta il Corso Allievi Ufficiali di complemento a Pavia, da cui uscì con il grado di sottotenente assegnato all'Arma del Genio.
All'atto dell'entrata in guerra del Regno d'Italia, il 10 giugno 1940, viene assegnato al 1º Reggimento genio pontieri con il quale prende parte alle operazioni sul fronte occidentale e, nell'aprile 1941, alla invasione della Jugoslavia. Rientrato in Patria nel luglio successivo, subito dopo partì per il fronte russo  in forza alla 21ª Compagnia, IX Battaglione, comandato dal maggiore Giuseppe Montaretto, del 2º Reggimento genio pontieri assegnato al Corpo di spedizione italiano in Russia.
Durante l'avanzata del corpo di spedizione, tra il 3 e il 4 settembre prese parte ad un'azione di ripristino di un ponte ligneo sul Dnjepr lungo circa 1.300 metri, distrutto e danneggiato in più punti. 
Per tale azione fu decorato “sul campo” con la medaglia d'argento al valor militare e con la Croce di Ferro di II classe tedesca consegnategli personalmente dal generale Giovanni Messe in occasione della festività di Santa Barbara il 4 dicembre 1941.
Nel febbraio del 1942 il I e il IX Battaglione pontieri furono inviati nella zona Demurino-Majewaja, ma appena giunti in zona di operazioni un violento attacco aereo, che causò gravi perdite, ne compromise l'operatività. Il IX Battaglione eseguì poi lavori di ripristino delle piste e rese praticabile al transito stradale il terrapieno della ferrovia Wladimirjewka-Grischino, consentendo la ripresa del flusso dei rifornimenti e l’afflusso di numerosi reparti dello CSIR. I due battaglioni presero parte ad altri combattimenti, e nella notte fra il 20 ed il 21 febbraio 1942 il IX Battaglione andò all'attacco della cittadina di Petrowka, vicino a Nikolaevka che fu conquistata dopo un'ora e mezzo di duri combattimenti.
Il battaglione subì gravi perdite, caddero due comandanti di compagnia ed egli rimasto ferito mortalmente, continuò ad incitare i suoi sottoposti ad andare all'attacco. Per questo fatto fu insignito della Medaglia d'oro al valor militare alla memoria.
Seppellito dapprima nel cimitero militare di Petrowka, le sue spoglie mortali furono successivamente riportate in Italia e ora si trovano presso il cimitero  di Caprarola.
Per onorarne la memoria gli sono state intitolate vie a Roma e Caprarola, e due caserme del Genio, una a Cecchignola e una a Piacenza.

### Annotazioni
1. ↑  Si trattava del comandante della 21ª Compagnia, capitano Italo Ciocchi e della 23ª, capitano Carlo Munaro.

### Fonti
1. ↑  Gruppo Medaglie d'Oro al Valore Militare 1965, p. 15.
2. 1 2  Moreni 2011, p. 78.
3. 1 2  Moreni 2011, p. 79.
4. 1 2 3  Moreni 2011, p. 81.
5. ↑   Sito Quirinale scheda 45560